# Ernst Ring
Ernst Ring (* 27. April 1921 in Stettin; † 11. April 1984 in Riehen) war ein deutscher Kommunalpolitiker und Rennfahrer. Er war 1945 der erste Bürgermeister der Stadt Chemnitz nach dem Ende des Zweiten Weltkrieges.

## Leben und Wirken
Ring trat wiederholt als Dr. jur. auf, für den Titel hatte er nach eigenen Angaben an der Universität in Rostock promoviert, die Urkunde sei ihm bei seiner Verhaftung 1945 in Chemnitz abgenommen worden. Nach Angaben der Staatsanwaltschaft in West-Berlin soll sein Name nicht Ring, sondern Weise gewesen sein.

### Bürgermeister von Chemnitz
Während des Zweiten Weltkriegs gab sich Ring als Oberleutnant aus und baute mit Hilfe gefälschter Dokumente und Befehle in Annaberg einen eigenen Auffangstab versprengter Soldaten auf. Er vermied es, die Soldaten zurück an die Front zu schicken, und wehrte Ermittlungen der Wehrmacht und eine Besetzung seiner Dienststelle erfolgreich ab. Am 3. Mai 1945 forderte Ring unter Waffengewalt den Chemnitzer Divisionsstab zur kampflosen Übergabe der Stadt an die Alliierten bis zum nächsten Morgen auf und drohte mit der Zerstörung des Divisionsgebäudes. Daraufhin wurde er von der Wehrmacht verhaftet und sollte am 4. Mai 1945 exekutiert werden, konnte aber fliehen. Am 7. Mai 1945 übergab er die seinem Auffangstab unterstellten Soldaten als Gefangene an die heranrückende Rote Armee und wurde dafür als Stadtkommandant des besetzten Chemnitz eingesetzt.
Am 8. Mai 1945 setzte das Alliierte Oberkommando der Stadt Ring als Bürgermeister von Chemnitz ein, die offizielle Ernennung folgte am 9. Mai. Er blieb nur wenige Tage im Amt und wurde am 15. Mai als Bürgermeister wieder abgesetzt und von den sowjetischen Machthabern sechs Wochen lang inhaftiert. Sein Nachfolger als Stadtoberhaupt von Chemnitz wurde Fritz Gleibe.

### Geschäftsmann in Westdeutschland
Nach seiner Freilassung war Ring kurzzeitig stellvertretender Landrat im Kreis Wolmirstedt und setzte sich bald darauf nach West-Berlin ab. Hier heiratete er am 15. März 1946; er verließ seine Frau bald darauf, um nach Bayern zu ziehen. Die Ehe wurde geschieden. In Mittenwald gründete er die „Dienststelle für die Rückführung der Kirchenglocken des Landes Bayern“. Wegen Betruges in zwei Fällen, einem Fall von Erpressung sowie einem Fall der Anstiftung zur Urkundenfälschung musste Ring in München eine zehnmonatige Haftstrafe verbüßen. Am 31. März 1950 heiratete er in St. Gallen erneut.
Nach seiner Freilassung betrieb Ring eine Bar in Westerland auf Sylt und betätigte sich als Rennfahrer. Mit einem 1,5-Liter-Veritas-Rennwagen wurde er 1950 beim Eifelrennen auf dem Nürburgring Dritter und nahm am Großen Preis von Deutschland 1950 teil. Während er in der DDR bei einem Rennen auf dem Sachsenring bei Hohenstein-Ernstthal an den Start ging, wurde seine Bar im August 1950 wegen offener Schulden von Amts wegen geschlossen. Ring sollte bei seiner Wiedereinreise in die Bundesrepublik festgesetzt und zur Zahlung der offenen Forderungen gezwungen werden.

### Asyl in der DDR
Ring beantragte gegen Ablösung seiner Schulden Asyl in der DDR und siedelte in diese über. Am 30. September 1950 wurde Ring bei einer Rennsportveranstaltung in Dessau von Wilhelm Pieck als Übersiedler aus der Bundesrepublik feierlich in der DDR begrüßt. Die Neue Berliner Illustrierte zitierte Ring, der versprach „sich mit allen Mitteln für die Zukunft und das Wohlergehen der DDR einzusetzen“. Die westdeutschen Behörden hätten „ihn seiner Existenz beraubt“. Ring erhielt wegen seiner Übersiedlung Startverbot in der Bundesrepublik. Er trat am 1. Oktober 1950 zum Zweiten Dessauer Motorrad- und Autorennen auf der Rennstrecke Dessau an, das er gewann.
Ring gelang es, die DDR-Führung um Wilhelm Pieck zu überzeugen, dass Erfolge der DDR im Motorsport der Reputation des jungen Landes förderlich wären. Das DDR-Regime beauftragte Ring daraufhin, im Versuchs- und Prüfamt des Deutschen Amtes für Material- und Warenprüfung (DAMW) in Berlin-Johannisthal ein Staatliches Rennkollektiv zusammenzustellen und zu leiten, das einen konkurrenzfähigen Rennwagen konstruieren sollte, um im Straßenrennsport die Leistungsfähigkeit der sozialistischen Industrie zu demonstrieren. Der DDR-Führung ließ er mitteilen, dass der bald eintretende Erfolg des Rennkollektivs dem Material aus der volkseigenen Industrie zu verdanken sei, tatsächlich ließ er sich jedoch Teile aus der Bundesrepublik beschaffen. Im Sommer 1951 wurden Ernst Ring und seine Ehefrau, die er als Adlige auszugeben pflegte, wegen Hochstapelei durch das Ministerium für Staatssicherheit verhaftet. Sein Nachfolger als Leiter des Rennkollektivs, das 1953 nach Eisenach umzog, den Eisenacher Motorenwerken angegliedert wurde und bis 1956 mit den AWE Rennsportwagen Erfolge erzielte, wurde der bisherige technische Leiter Arthur Rosenhammer.
Rings Spur verliert sich in den 1960er Jahren in der Schweiz, über seinen weiteren Lebensweg ist nichts bekannt. Er starb im Jahr 1984 in Riehen im Kanton Basel-Stadt.